# Wojciech Cieśniewski

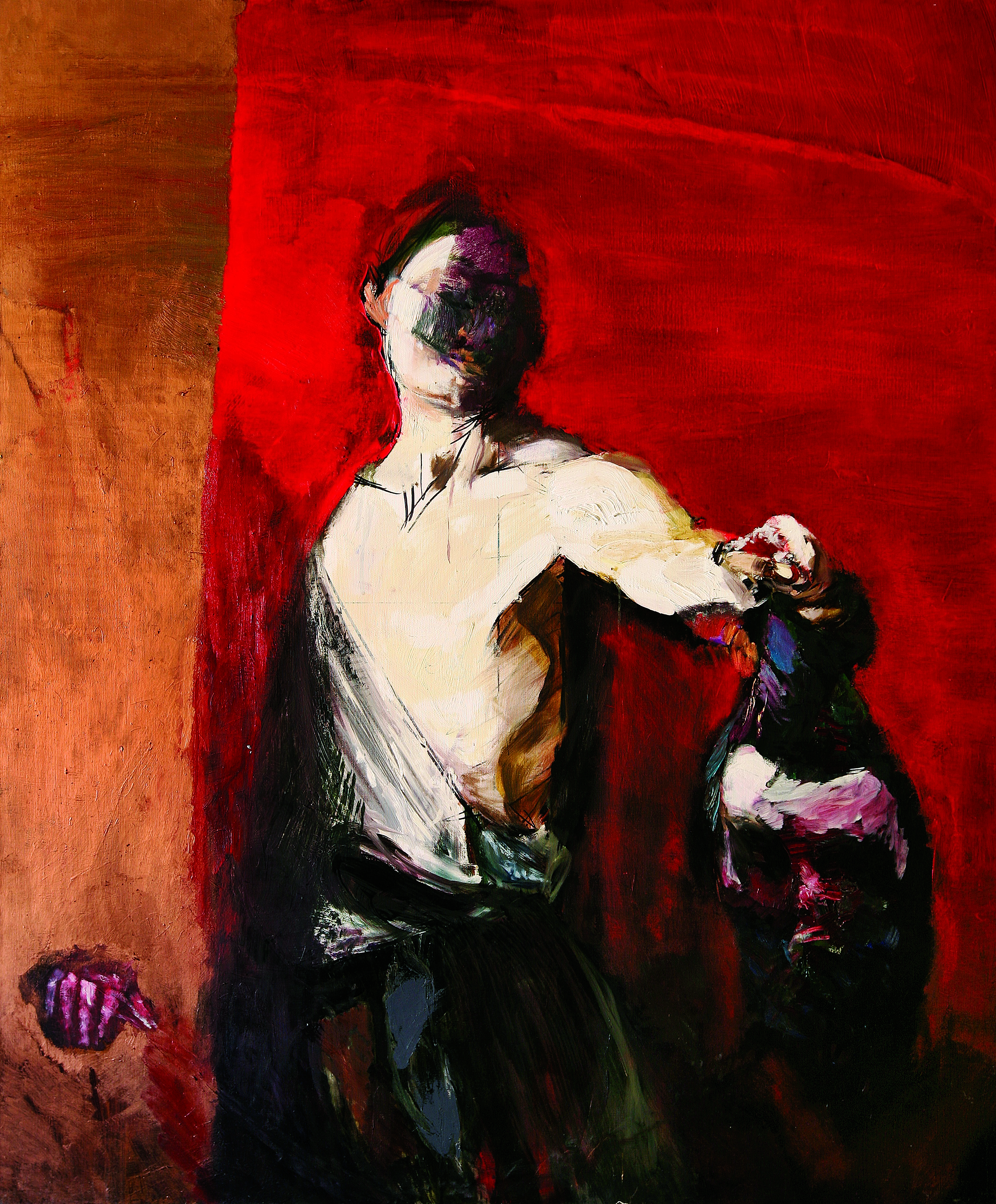
Wojciech Cieśniewski David z Goliatem, 2007; olej na płótnie, 165x140cm

Wojciech Cieśniewski (ur. 27 marca 1958 w Działdowie) – polski malarz, profesor zwyczajny Akademii Sztuk Pięknych w Warszawie.

## Życiorys
Absolwent Wyższej Szkoły Pedagogicznej w Olsztynie, gdzie w roku 1984 uzyskał dyplom magistra matematyki. Od roku 1983 studiował w pracowni Rajmunda Ziemskiego na Wydziale Malarstwa Akademii Sztuk Pięknych w Warszawie, w której w 1988 roku uzyskał dyplom z wyróżnieniem. Od 1990 roku jest pracownikiem tej uczelni; w latach 2005–2012 pełnił funkcję prodziekana Wydziału Malarstwa.
Przez pierwsze dwadzieścia lat w centrum twórczości Wojciecha Cieśniewskiego było zagadnienie abstrakcji. W kolejnych latach wrócił do malarstwa figuratywnego, by podjąć dialog z tradycją europejskiego malarstwa nowożytnego. Z czasem coraz częściej zaczął dotykać problemów etycznych, badając funkcję sztuki jako nośnika dobra i piękna w życiu człowieka.
Wojciech Cieśniewski miał ponad 130 wystaw indywidualnych i zbiorowych. Dużym wydarzeniem artystycznym była retrospektywna wystawa w muzeum Gutenberga we Fribourgu (2009).

## Twórczość
Twórczość artysty można podzielić na cztery okresy:
1. Od natury do abstrakcji (1982–2000)
2. Dialog z Caravaggiem – o roli treści w malarstwie (2000–2008)
3. Rozważania o estetyce i etyce w sztuce – dwa cykle tematyczne: Komentarz do sztuki krytycznej w Polsce, Historie autochtonów (2009–2015)
4. Mity greckie w kulturze europejskiej; Głowy z Borobudur ; Khajuraho – O roli wzruszenia i fascynacji w sztuce (2015–2017)

Ważnym wydarzeniem w życiu artysty był cykl wystaw "A jednak życie"zorganizowaną przez Otwockich społeczników we współpracy z Muzeum Historii Żydów Polskich POLIN. Prezentowane na wystawie „A jednak życie” w domu parafii św. Wincentego a Paulo obrazy Wojciecha Cieśniewskiego. są malarską reinterpretacją fotografii Żydów otwockich. Po angielsku tytuł wystawy brzmi: „Life, After All”, co może jeszcze wyraźniej oddawać treść obrazów. 

## Wybrane wystawy

### Indywidualne
- 2018 – Laboratorium Venezia – Wenecja; Sequence of Vital Energy[5]
- 2017 – Galeria Wystawa – Warszawa; I poniosło poniosło poniosło na całego na umór na ostro
- 2016 – Galeria Test – Warszawa; Między Ideałami a Namiętnościami, katalog
- 2015 – Centrum Olimpijskie, Galeria -1 – Warszawa; Wybijanie nieśmiertelników
- 2011 – Galeria Zamek – Oddział Muzeum Warmii i Mazur – Reszel
- 2011 – Muzeum Mikołaja Kopernika – Frombork; Ołtarze
- 2010 – Galeria Stary Ratusz WBP – Olsztyn;

- 2009 – Galeria Arsenał – Poznań; Lukrecja – Współczesność choroby kłamstwa
- 2009 – Musée Gutenberg- Fribourg, Szwajcaria; Hommage Balthus, katalog
- 2009 – Galeria Atelier Fribourg – Nord, Fribourg, Szwajcaria;
- 2009 – Galeria Fabryka Koronek – Warszawa; Gwałt na Lukrecji Williama Szekspira
- 2009 – Muzeum Diecezjalne w Siedlcach – wystawa z obrazem El Greca, folder
- 2008 – Galeria DAP – Warszawa; Rekonstrukcja zdarzeń, katalog
- 2008 – Górnośląskie Centrum Kultury – Katowice; Cięcie, katalog
- 2006 – Galeria ART NEW MEDIA – Warszawa; Święci Potępieni, katalog

### Zbiorowe
- 2017 – Tiempos de Desamparo, Centrum Plaza de Cibeles – Madryt, katalog
- 2017 – Galeria Kunstraum Pro Arte, Hallein – Austria
- 2017 – Chitrakoot Art. Gallery, Kalkuta – Indie
- 2017 – Canarys National Art. Fundation „Transition” Indore – Indie
- 2016 – 2nd Malaysia International Art Biennale 2016, katalog
- 2016 – International Art. Camp 2016, Solo, Indonesia, katalog
- 2016 – Tiempos de Desamparo – Madrit, katalog
- 2016 – Targi Sztuki, Arkady Kubickiego, Zamek Królewski – Warszawa
- 2015 – Adaman Art Festival, Museum Modern Art, Krabi – Tajlandia, katalog
- 2015 – Art Exchange Exibition Thai-Polish, University Chiang Mai – Tajlandia, katalog
- 2014 – Miejska Galeria Sztuki, Łódź; Galeria Test, Warszawa; J. Chełmońskiemu, monografia
- 2014 – Galeria Akademii Sztuk Pięknych im. Eugeniusza Gepperta – Wrocław, katalog
- 2013 – Centrum Wystawiennicze Sankt Petersburg Związku Artystów Plastyków
- 2011 – Salon Zimowy, Salon Akademii – Warszawa
- 2010 – Berliner Kunst Verein, Berlin – Niemcy, katalog
- 2010 – Parlament Republiki Czeskiej, Praga – Czechy, katalog
- 2010 – CSW Puszkinskaja 10, Sankt Petersburg – Rosja, katalog
- 2009 – Królikarnia – Warszawa; Aktualny Obraz, monografia
- 2009 – Forum Fur Kunst, Heidelberg – Niemcy; Malarstwo czy obraz, katalog
- 2009 – Atelier Fribourg – Nord, Fribourg – Szwajcaria
- 2008 – Wydział Malarstwa ASP w Warszawie; 100% Malarstwa, monografia
- 2008 – Complesso Monumentale San Paolo, Padwa – Włochy
- 2007 – Poznańska Galeria NOVA – Poznań, katalog
- 2007 – Muzeum Powstania Warszawskiego; Niewidzialne widmo, katalog
- 2006 – Complesso Monumentale di Santa Caterina, Finalborgo – Włochy, katalog
- 2006 – Galeria Melnikov, Heidelberg – Niemcy, katalog
- 2005 – SARP – Warszawa, katalog
- 2004 – Zachęta Narodowa Galeria Sztuki – Warszawa, monografia
- 2004 – Galeria Studio – Warszawa
- 1998 – Galeria ZPZP, Sukiennice – Kraków, folder

## Nagrody i wyróżnienia
- 2016 – Special Merit Award 2nd Malaysia International Art Biennale 2016[6].
- 2012 – Nagroda honorowa miasta Działdowo[7].
- 2011 – Brązowy Medal „Zasłużony Kulturze Gloria Artis”[8][9]